# Чепања (Изернија)
Чепања је насеље у Италији у округу Изернија, региону Молизе.
Према процени из 2011. у насељу је живело 565 становника. Насеље се налази на надморској висини од 233 м.